# 35-ös busz (Dunaújváros)
A dunaújvárosi 35-ös jelzésű autóbusz a Pálhalma - Újtelep - TESCO Áruház - Óváros - Szórád Márton út - Autóbusz-állomás - Vasmű út - Óváros - TESCO Áruház - Újtelep - Pálhalma útvonalon közlekedik körjáratként. A járatot a Volánbusz üzemelteti.

## Közlekedése
Mindennap közlekedik, óránként. Hétvégén Pálhalma csak 2 óránként érhető el. Vásári napokon a járatok 7:30 és 11:30 óra között a Vasmű Igazgatóságot is érintik. A buszok a nemzeti ünnepnapokon és a kereskedelmi szünnapokon a TESCO Áruház helyett a Nagyvenyimi elágazás elnevezésű megállóhelyen állnak meg.

## Útvonala
| Pálhalma → Újtelep → TESCO Áruház → Óváros → Szórád Márton út → Autóbusz-állomás → Vasmű út → Óváros → TESCO Áruház → Újtelep → Pálhalma |
| --- |
| Pálhalma – Pálhalma bejárati út – – Petőfi Sándor utca – Kőrösi Csoma Sándor út – Hunyadi János utca – Venyimi út – Aranyvölgyi út – Hun utca – Petőfi Sándor utca – Magyar út – Aranyvölgyi út – Szórád Márton út – Építők útja – Vasmű út – Apáczai Csere János út – Aranyvölgyi út – Magyar út – Petőfi Sándor utca – Hun utca – Aranyvölgyi út – Venyimi út – Hunyadi János utca – Kőrösi Csoma Sándor út – Petőfi Sándor utca – – Pálhalma bejárati út – Pálhalma |

## Megállóhelyei
| 0  | 0  | Pálhalma                             |                                                                 | Pálhalmai Országos Büntetés-végrehajtási Intézet |
| 3  | 3  | Dunaújváros külső vasúti megállóhely | 32                                                              | Dunaújváros külső, Pálhalmai Országos Büntetés-végrehajtási Intézet |
| 6  | 6  | Újtelep                              | 20, 23                                                          | |
| 7  | 7  | Jókai utca                           | 20, 23                                                          | |
| 9  | 9  | TESCO Áruház                         | 11, 23                                                          | TESCO Áruház, OBI |
| 11 | 11 | Magyar utca                          | 20, 22, 23, 24, 25, 28, 29                                      | Mondbach-kúria és gőzmalom, Katica Óvoda |
| 13 | 13 | Baracsi út                           | 11, 20, 22, 23, 24, 25, 27, 29, 32, 33                          | Móra Ferenc Általános Iskola és Egységes Gyógypedgógiai Módszertani Intézmény, Rendőrkapitányság, Park Center |
| 15 | 15 | Szórád Márton út 44.                 | 2, 4, 8, 11, 20, 22, 23, 24, 25, 27, 29, 33, 44                 | Dózsa György Általános Iskola, Margaréta Tagóvoda, Krisztus Király templom, Bánki Donát Gimnázium és Szakközépiskola |
| 17 | 17 | Szórád Márton út 20.                 | 2, 4, 8, 11, 18, 20, 22, 23, 24, 25, 27, 29, 32, 33, 40, 44, 45 | Dunaújváros Áruház, Dunaújvárosi Egyetem, Széchenyi István Gimnázium és Kollégium, Dunaújvárosi SZC Kereskedelmi és Vendéglátóipari Szakgimnáziuma és Szakközépiskolája, Csillagvirág Óvoda                                                     |
| 19 | 19 | Autóbusz-állomás                     | 2, 4, 8, 11, 18, 20, 22, 23, 24, 25, 27, 29, 32, 33, 40, 44, 45 | Helyközi autóbusz-állomás, Fabó Éva Sportuszoda, Aquantis Wellness- és Gyógyászati Központ, Vásárcsarnok, Dunaújvárosi Egyetem, Vasvári Pál Általános Iskola                                                                                    |
| 21 | ∫  | Vasmű Igazgatóság                    | 2, 3, 4, 18, 29, 40, 44                                         | Dunai Vasmű, Dunaferr Szakközép- és Szakiskola, Vásártér, Stadion, Jégcsarnok, Sportcsarnok |
| 23 | 21 | Ady Endre utca                       | 2, 3, 8, 11, 18, 20, 22, 23, 24, 25, 29, 32, 33, 40, 45         | Dunaújvárosi Víz-, Csatorna- Hőszolgáltató Kft., Stadion |
| 24 | 22 | Dózsa Mozi                           | 2, 3, 8, 11, 18, 20, 22, 23, 24, 25, 29, 32, 33, 40, 45         | Városháza, Kormányablak, Szent Pantaleon Kórház, Rendelőintézet, Intercisa Múzeum, Dózsa Mozicentrum, Móricz Zsigmond Általános Iskola, Nemzeti Adó- és Vámhivatal                                                                              |
| 25 | 23 | Liszt Ferenc kert                    | 2, 3, 8, 11, 18, 20, 22, 23, 24, 25, 29, 32, 33, 40, 45         | József Attila Könyvtár, Munkásművelődési Központ, Dunaferr Szakközép- és Szakiskola Villamos Tagiskola, Petőfi Sándor Általános Iskola |
| 27 | 25 | Közgazdasági Szakközépiskola         | 3, 11, 18, 24, 33, 40, 45                                       | Gárdonyi Géza Általános Iskola, Dunaújvárosi SZC Rudas Közgazdasági Szakgimnáziuma és Kollégiuma, Intercisa, római kori katonaváros, kőtár és romkert, Móra Ferenc Általános Iskola és Egységes Gyógypedgógiai Módszertani Intézmény, Víztorony |
| 28 | 26 | Domanovszky tér                      | 3, 11, 18, 24, 33, 40, 45                                       | Móra Ferenc Általános Iskola és Egységes Gyógypedgógiai Módszertani Intézmény |
| 30 | 28 | Baracsi út                           | 11, 20, 22, 23, 24, 25, 27, 29, 32, 33                          | Móra Ferenc Általános Iskola és Egységes Gyógypedgógiai Módszertani Intézmény, Rendőrkapitányság, Park Center |
| 32 | 30 | Magyar utca                          | 20, 22, 23, 24, 25, 28, 29                                      | Mondbach-kúria és gőzmalom, Katica Óvoda |
| 36 | 34 | TESCO Áruház                         | 11, 23                                                          | TESCO Áruház, OBI |
| 38 | 36 | Jókai utca                           | 20, 23                                                          | |
| 39 | 37 | Újtelep                              | 20, 23                                                          | |
| 42 | 40 | Dunaújváros külső vasúti megállóhely | 32                                                              | Dunaújváros külső, Pálhalmai Országos Büntetés-végrehajtási Intézet |
| 45 | 43 | Pálhalma                             | 32                                                              | Pálhalmai Országos Büntetés-végrehajtási Intézet |